# Sieńkowo (rejon diemidowski)
Sieńkowo (ros. Сеньково) – wieś (ros. деревня, trb. dieriewnia) w zachodniej Rosji, w osiedlu wiejskim Titowszczinskoje rejonu diemidowskiego w obwodzie smoleńskim.

## Geografia
Miejscowość położona jest nad Gobzą, przy drodze regionalnej 66N-0509 (Diemidow – Jeśkowo – Szapy – Borisienki), 22 km od centrum administracyjnego osiedla wiejskiego (Titowszczina), 19,5 km od centrum administracyjnego rejonu (Diemidow), 59,5 km od stolicy obwodu (Smoleńsk), 53,5 km od granicy z Białorusią.
W granicach miejscowości znajdują się ulice: Bieriegowaja, 1-yj Bieriegowoj pierieułok, 2-oj Bieriegowoj pierieułok.

## Demografia
W 2010 r. miejscowość zamieszkiwały 3 osoby.

## Historia
W czasie II wojny światowej od lipca 1941 roku wieś była okupowana przez hitlerowców. Wyzwolenie nastąpiło we wrześniu 1943 roku.
Na mocy uchwały z dnia 28 maja 2015 roku wszystkie miejscowości (w tym Sieńkowo) zlikwidowanej jednostki administracyjnej Szapowskoje weszły w skład osiedla wiejskiego Titowszczinskoje.